# Инфессура, Стефано
Стефано Инфессура (итал. Stefano Infessura; ок. 1436 — ок. 1500) — итальянский политический деятель, юрист и публицист. Преподавал в университете Рима, был городским чиновником. По политическим убеждениям был республиканцем, противником светской власти Святого престола. Поддерживал в Риме феодальную группировку Колонна.
Его дневник («Diario della cittá di Roma», в сокращённом русском переводе — Стефано Инфессура, Иоганн Бурхард. Дневники. Документы по истории папства XV—XVI вв. М. Государственное антирелигиозное издательство, 1939) характеризует политику пап с 1303 по 1494 и является важным, хотя не всегда достоверным, историческим источником, где автор-республиканец тщательно собирает все факты и слухи, свидетельствующие о гибельности для Италии господства пап.

## Произведения
- Инфессура С. Дневники о современных римских делах (фрагменты)